# 仮比重
仮比重（かりひじゅう、bulk density）とは、土壌のような多孔質の物質の密度を表す値である。物質の重量（乾燥重量）を、その物質が内包する空間を含めた体積で割って得られる。もしくはこれをさらに水の比重で割ったものが用いられる。前者の場合の単位は g/cc、g/ml であり、後者の場合は無次元数である。
仮比重は物質の様々な状態に左右される値であり、物質種に固有の値ではない。例えば円筒に入れた穀物はある仮比重を持つが、この容器を揺すって粒同士がより密になるよう促せば、仮比重の値は上昇する。従って粉末状の物質の仮比重は、自然な状態（容器に入れただけの状態）と圧縮状態との2通りを記述するのが普通である。特に後者は輸送コンテナ等に入れて運搬する際に必要な情報である。

## 土壌の場合
農業において、土壌の仮比重は土の状態を表す指標の一つである。目的の農作物が根を張るのに適した土の硬度や、水はけの良し悪しが端的に表れる値だからである。土壌の仮比重を変える方法としては、耕して空気を抱き込ませたり、逆に圧縮して空気を追い出すなどの物理的な方法や、堆肥その他の添加物を与えて調整するなどの手法がある。

## 爆薬の場合
理論上の物質の密度に対して、実際に生成された物質の密度を表す。爆薬となる物質（DDNP、RDXなど）は、例えば物質としての理論上の密度が1.65であったとしても、実際に合成して結晶化させて固体として取り出した物質の密度は1.60しか無いなど、理論上の密度よりも小さい場合がほとんどである。これは結晶化させる時などに物質同士の間に微細な空間が空いているためである。
爆薬の場合、この見た目上の密度が爆速などに影響を与えるため、圧搾処理するなどして仮比重を高める処理を行う。同じ化学物質であっても仮比重が違うと爆薬としての挙動が違う場合すらある。